# Dù ghét vẫn yêu
Dù ghét vẫn yêu (tiếng Hàn: 미워도 사랑해; Romaja: Miwido Saranghae; dịch nghĩa đen: "Tôi yêu ngay cả khi tôi ghét", tiếng Anh: Love Returns) là một bộ phim truyền hình của Hàn Quốc về đề tài gia đình có sự tham gia của các diễn viên Lee Sung-yeol, Pyo Ye-jin, Lee Dong-ha và Han Hye-rin. Phim phát sóng trên kênh KBS1 hàng ngày. Tại Việt Nam, phim được mua bản quyền phát sóng trên kênh VTV1, VTV3, VTV8, Truyền hình Nhân Dân, AMC - SCTV2 (với tên gọi Chạm mặt định mệnh) và THP (với tên gọi Tình yêu trở lại theo tựa tiếng Anh).

## Nội dung phim
Phim kể về Kim Eun-jo (Pyo Ye-jin đóng), một cô gái bị mất tất cả sau những biến cố xáo trộn của cuộc sống. Khi cô phải bắt đầu lại từ đáy sâu của cuộc sống, kỳ lạ thay cuộc sống lại bắt đầu nở hoa. Trên tất cả, thứ chất keo gắn bó các thành viên trong gia đình không phải là máu mủ hay pháp luật, mà là tình cảm chân thành giữa các thành viên. Đó cũng chính là động lực khiến hai nhân vật chính vượt qua những khó khăn và có thêm niềm tin vào cuộc đời tươi đẹp.
Đối với Eun-jo, một cô gái bưởng bỉnh, bốc đồng, tình cảm của cô đối với người mẹ kế giàu có xuất phát từ sự căm ghét. Cô căm ghét bà mặc dù vẫn thản nhiên dùng tiền của bà để có một cuộc sống nuông chiều và hoang phí. Sau những biến cố lớn của gia đình như cha ruột qua đời và mẹ kế gặp biến cố, cô mới cảm nhận được mình yêu và cần bà biết bao. Giờ đây, mất người thân, mất tiền và có nguy cơ mất cả công việc, Eun-jo sẽ làm gì để vượt qua những khó khăn? Điều gì đã thực sự xảy ra với mẹ kế của cô?
Nam chính Hong Seok-pyo (Lee Sung-yeol đóng) cũng có một cuộc đời không mấy suôn sẻ. Sinh ra và lớn lên trong một gia đình giàu có nhưng anh hoàn toàn không có hạnh phúc. Mẹ của Seok-pyo trong mắt anh là một người phụ nữ chỉ biết đến công việc. Anh được nuôi dưỡng bởi gia đình họ hàng từ bé. Mặc dù họ luôn bên cạnh và ủng hộ anh, nhưng Seok-pyo vẫn luôn cảm thấy thiếu thốn tình mẹ. Anh trở thành một người nhạy cảm quá mức cùng chứng bệnh sợ hãi.
Tuy là CEO của tập đoàn mỹ phẩm Genius – công ty của mẹ anh, Seok-pyo phải giả trang thành một nhân viên bình thương để làm vui lòng hội đồng quản trị công ty sau khi một số cáo buộc trong công việc. Tại đây, anh gặp gỡ Eun-jo và lao vào những rắc rối cùng cô.
Điều đặc biệt là, sự kết hợp của hai con người kém may mắn ấy lại mang đến điều tươi đẹp hơn trong cuộc sống của cả hai người. Tất cả, đều nhờ vào sự nhiệm màu của tình yêu.

## Các diễn viên tham gia trong phim

### Diễn viên chính
- Lee Sung-yeol trong vai Hong Seok-pyo[1]

Anh lớn lên mà không có tình yêu và sự chăm sóc của mẹ vì bố mẹ anh luôn bận rộn với công việc. Anh luôn cáu kỉnh, nhạy cảm và rất không tin tưởng những người tiếp cận anh. Mẹ anh là người sáng lập Genius Cosmetics và anh là một cổ đông cũng như CEO lớn đóng góp cho sự phát triển của công ty. Tuy nhiên, các triệu chứng rối loạn hoảng loạn ở chỗ đông người gây khó khăn cho anh rất nhiều. Trên hết, anh  bị buộc tội vì sơ suất và tham ô và cuối cùng bị quản chế trong hai năm. Để thực hiện cam kết của mình với tòa, anh trở thành 'giám đốc bí mật' và làm việc tại Trung tâm làm đẹp Genius để trải nghiệm những điều ở dưới cùng của nấc thang xã hội. Ở đó, anh gặp người phụ nữ định mệnh của mình, Eun-jo.
- Pyo Ye-jin trong vai Kim Eun-jo[1]

Cô là một người phụ nữ đa cảm và bướng bỉnh. Cô ghét người mẹ kế giàu có của mình, Haengja, người bước vào cuộc đời cô khi cô học trung học. Cô ấy không bao giờ đối xử với Haengja như một người mẹ mặc dù cô sử dụng tiền của bà một cách vô tư. Nhưng khi cha cô qua đời và mẹ kế gặp biến cố thì cô bắt đầu nhận ra tình yêu của gia đình là gì. Cô bắt đầu một lần nữa từ dưới lên và tìm hiểu ý nghĩa thực sự của cuộc sống.
- Lee Dong-ha trong vai Byun Boo-shik[1]

Anh phải sống một mình từ khi học cấp hai vì cha dượng không chấp nhận anh. Mẹ anh hầu như không chăm sóc anh. Năm năm sau, mẹ anh trở về sống với anh với một khoản nợ khổng lồ từ cha dượng. Từ đó, Boo-shik thề với thế giới, dù thế nào đi chăng nữa, anh ta sẽ sống một cuộc đời xảo quyệt. Anh tốt nghiệp trường luật và trở thành luật sư danh tiếng. Là một người thực dụng sâu sắc, anh theo đuổi lợi ích hơn là nghĩa vụ. Anh có năng khiếu làm hài lòng người khác. Anh đeo mặt nạ và không bao giờ tiết lộ cảm xúc thực sự của mình.
- Han Hye-rin trong vai Jung In-woo[1]

Cô sống một cuộc sống khó khăn vì cha cô đã rời bỏ gia đình sau khi ly hôn. Sự kiên trì của cô đã giúp cô đương đầu với thế giới không thân thiện này. Cô vào Trung tâm làm đẹp Genius với tư cách thực tập sinh, nhờ chứng chỉ chăm sóc da mà cô có được khi còn học trung học. Nhưng người đứng đầu Trung tâm làm đẹp, Gu Jonghee, và một khách hàng khó chịu tên Kim Eun-jo không để cô ấy được sống trong hòa bình. Nhưng một ngày nọ, người cha đáng ghét của cô trở lại với một khoản tiền khổng lồ trong tay. Cuộc sống bỗng chốc trở thành thú vị cho cô.

### Các diễn viên khác

#### Gia đình Eun-jo và những người ở chợ Geum-dong
- Song Ok-sook trong vai Kim Haeng-ja: mẹ kế của Eun-jo, được mệnh danh là "người đàn bà điên" ở chợ Geum-dong
- Go Byung-wan trong vai Kim Myung-jo (em trai của Eun-jo)
- Jeon Mi-seon trong vai Gil Eun-jung (em chồng của bà Haeng-ja)
- Yoon Sa-bong trong vai Park Bo-geum (quản lí tiệm cà phê ở trung tâm Genius)
- Kim Han-joon trong vai Joo Yoon-bal
- Eun Seo-yeol trong vai Min Yang-ah (nhân viên ở cửa hàng cầm đồ)
- Ok Joo-ri trong vai chủ cửa hàng bánh gạo

#### Gia đình In-woo và những người ở Tiệm làm tóc
- Lee Byung-joon trong vai Jung Geun-seop (bố của In-woo)
- Park Myung-shin trong vai Jang Jung-sook (mẹ của In-woo)
- Yoon Young-ah trong vai Jung In-jung (em gái của In-woo)
- Lee Ah-hyun trong vai Dong Mi-ae (mẹ của Boo-shik)

#### Gia đình của Seok Pyo và những người ở Genius
- Kim Beop-rae trong vai Goo Choong-seo
- Song Yoon-hyun trong vai Goo Jong-hee
- Yoo Ji-yeon trong vai Hong Kyung-ha

#### Các diễn viên khác
- Kim Seul-gi trong vai Thư ký Lee
- Kim Ki-hyeon

## Sản xuất
- Pyo Ye-jin và Lee Sung-yeol lần đầu tiên đóng chung.

## Giải thưởng và đề cử
| Năm  | Giải thưởng     | Hạng mục                  | Diễn viên  | Kết quả | Chú thích |
| ---- | --------------- | ------------------------- | ---------- | ------- | --------- |
| 2017 | Giải thưởng KBS | Nữ diễn viên mới xuất sắc | Pyo Ye-jin | Đề cử   | [ 2 ]     |